# Martin Kamburov
Martin Andreev Kamburov (Мартин Андреев Камбуров) (Svilengrad, 13 de octubre de 1980) es un exfutbolista búlgaro. Jugaba de delantero y su último equipo fue el Beroe Stara Zagora. Es el máximo goleador de la Primera Liga de Bulgaria, con 256 anotaciones.

## Trayectoria
En octubre de 2014, Kamburov anotó su gol número 100 para el Lokomotiv en la Liga A de Bulgaria. Kamburov también ha ganado el premio al máximo goleador de la Liga Búlgara en 5 ocasiones, las temporadas 2003-04 (25 goles), 2004-05 (27 goles), 2008-09 (17 goles), 2013-14 (20 goles), 2015-16 (18 goles).
Es actualmente el segundo goleador histórico de la liga búlgara con 216 goles, por detrás de Petar Zhekov, Nasko Sirakov y Dinko Dermendzhiev.

## Selección nacional
Ha sido 15 veces internacional con la selección de fútbol de Bulgaria

## Clubes
| Club               | País     | Año       |
| ------------------ | -------- | --------- |
| Botev Plovdiv      | Bulgaria | 1998-1999 |
| Lokomotiv Plovdiv  | Bulgaria | 2000      |
| Spartak Pleven     | Bulgaria | 2001-2002 |
| Lokomotiv Plovdiv  | Bulgaria | 2002-2006 |
| Al-Ahli Dubai      | EAU      | 2006-2007 |
| Asteras Tripolis   | Grecia   | 2007-2008 |
| Lokomotiv Sofia    | Bulgaria | 2009-2010 |
| Dalian Shide       | China    | 2010-2012 |
| CSKA Sofia         | Bulgaria | 2012-2013 |
| Lokomotiv Plovdiv  | Bulgaria | 2013-2017 |
| Beroe Stara Zagora | Bulgaria | 2017-2020 |
| CSKA 1948 Sofia    | Bulgaria | 2020-2021 |
| Beroe Stara Zagora | Bulgaria | 2021      |